# Dirk Aijelt Wumkes

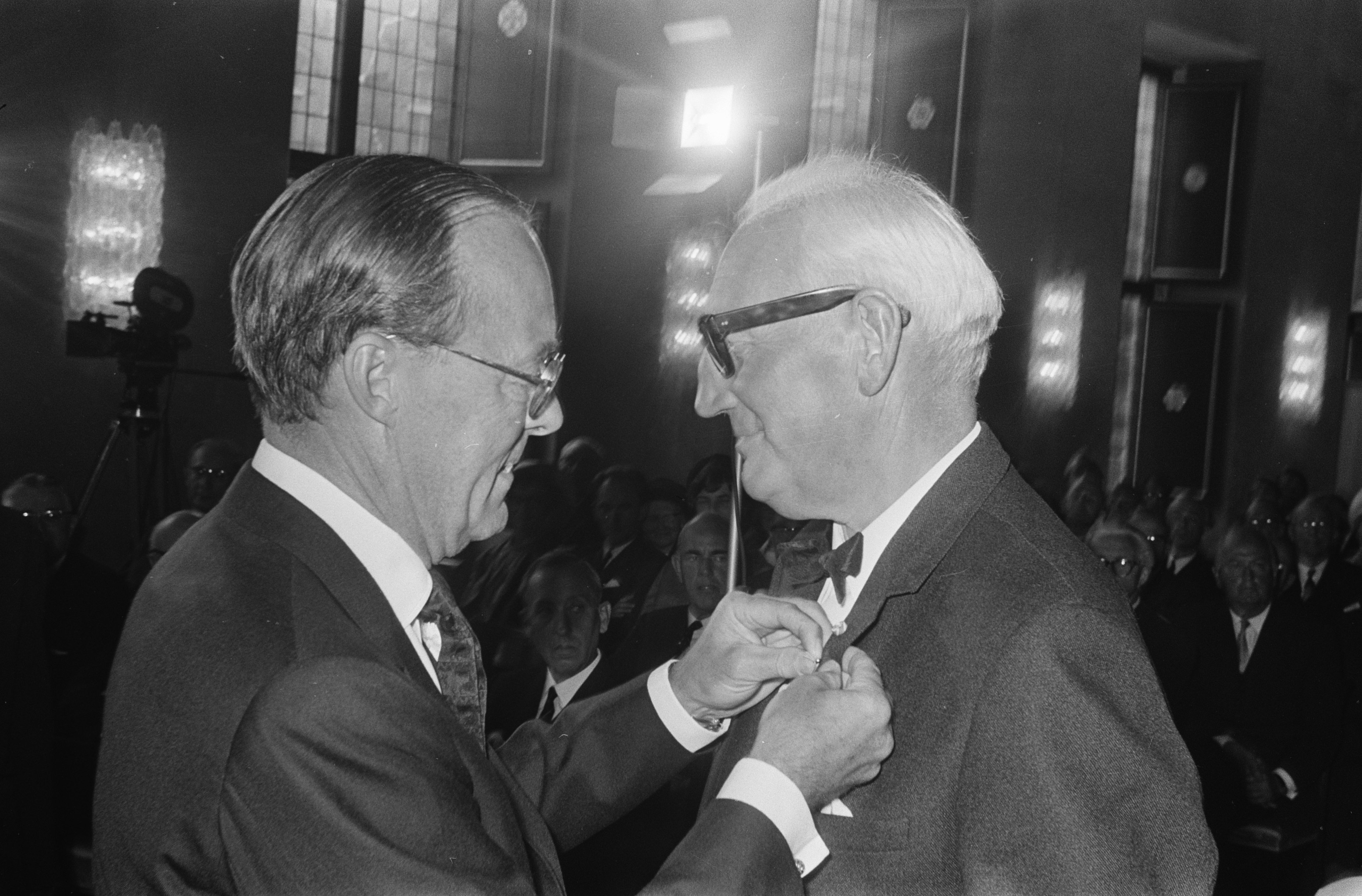
D.A. Wumkes ontvangt zilveren anjer (1969)

Dirk Aijelt Wumkes (Zeerijp, ’t Zand, 13 april 1904 – Blaricum, omstreeks 19 januari 1995) was een Nederlands onderwijzer.
Hij was een zoon van Alida Sap en de predikant Geert Aeilco Wumkes. Dirks zuster Margaretha Alida Wumkes is de moeder van schrijver Dirk Ayelt Kooiman. Hijzelf trouwde in 1930 met Ninette Keijzer. Zijn dochter Marijke (Renes-) Wumkes werd beeldend kunstenaar.
Hij ging naar het gymnasium in Sneek. Daarna studeerde hij geschiedenis aan de Universiteit Groningen, waar hij in 1924 zijn kandidaats behaalde en in 1927 zijn doctoraal. Hij promoveerde in 1929 op het proefschrift Sibrandus Leo’s Abtenlevens der Friesche kloosters Marieëngaard en Lidlum.
Wumkes was eerst leraar en na een conrectorschap van een gymnasium in Dordrecht vanaf 1944 vijfentwintig jaar rector van het Gemeentelijk Lyceum Emmen. De gemeente Emmen was toen nog een dorp in de veenkolonies. De school begon als een kleine dorpsschool gevestigd in een voormalig hotel aan de Stationsstraat met 23 leerlingen. De school groeide uit tot een school van 750 leerlingen in 1969. De school betrok in 1948 nieuwbouw aan de Oosterstraat hoek Markeweg. Rond 1964 richtte hij vanuit het lyceum een muziekschool op, nadat al eerder een schoolorkest was gevormd. Wumkes werkte jarenlang samen met burgemeester Karel Hendrik Gaarlandt (burgemeester tussen 1946 en 1963) hetgeen hen de bijnaam Burgemeester en Wumkes (in plaats van Burgemeester en Wethouders) opleverden.
Voor die stad was hij vanuit de school (met exposities) ook promotor binnen het culturele leven. Hij organiseerde exposities (waaronder werk van Wilhelmina der Nederlanden in 1949), interviews met kunstenaars en jeugdconcerten. Hij was voorts enige tijd voorzitter van het Werk- en informatiecentrum voor kunst ten dienste van het onderwijs aan de rijpere jeugd (WIKOR). Die aandacht voor het culturele leven leverde hem een Zilveren Anjer in 1969 op. Wumkes was vanwege gezondheidsklachten al met pensioen gegaan. Zijn inspanningen zouden leiden tot de bouw van theater De Muzeval.
Nadat hij met pensioen was gegaan, woonde Wumkes enige tijd in Friesland en in Paguera op Mallorca, waar zijn vrouw in 1972 op 63-jarige leeftijd overleed. Hijzelf overleed op 90-jarige leeftijd.
- Digitale Bibliotheek voor de Nederlandse Letteren: wumk002
- Gemeinsame Normdatei: 1297572653
- International Standard Name Identifier: 0000 0000 4862 3427
- Library of Congress Control Number: no2007067454
- Nederlandse Thesaurus van Auteursnamen: 072038888
- Virtual International Authority File: 26844278